# Municipio de Medo
El municipio de Medo (en inglés: Medo Township) es un municipio ubicado en el condado de Blue Earth en el estado estadounidense de Minnesota. En el año 2010 tenía una población de 364 habitantes y una densidad poblacional de 3,92 personas por km².

## Geografía
El municipio de Medo se encuentra ubicado en las coordenadas 43°58′39″N 93°50′27″O / 43.97750, -93.84083. Según la Oficina del Censo de los Estados Unidos, el municipio tiene una superficie total de 92.8 km², de la cual 90,54 km² corresponden a tierra firme y (2,43 %) 2,26 km² es agua.

## Demografía
Según el censo de 2010, había 364 personas residiendo en el municipio de Medo. La densidad de población era de 3,92 hab./km². De los 364 habitantes, el municipio de Medo estaba compuesto por el 99,73 % blancos y el 0,27 % eran de una mezcla de razas. Del total de la población el 0,55 % eran hispanos o latinos de cualquier raza.